# Élections municipales de 2026 en Charente-Maritime
Pour un article plus général, voir Élections municipales françaises de 2026.
Les élections municipales en Charente-Maritime sont prévues en mars 2026. Cette page ne traite que les communes de 3 000 habitants et plus en Charente-Maritime.

## Résultats à l'échelle du département

### Maires sortants et maires élus
| Commune                  | Population (en 2022) | Maire sortant(e)          | Parti | Parti | Maire élu(e) | Parti | Parti |
| ------------------------ | -------------------- | ------------------------- | ----- | ----- | ------------ | ----- | ----- |
| Aigrefeuille-d'Aunis     | 4 578                | Gilles Gay                |       | DVC   |              |       |       |
| Angoulins                | 4 147                | Jean-Pierre Nivet         |       | SE    |              |       |       |
| Arvert                   | 3 875                | Marie Christine Péraudeau |       | SE    |              |       |       |
| Aytré                    | 9 759                | Tony Loisel               |       | DVD   |              |       |       |
| Bourcefranc-le-Chapus    | 3 515                | Guy Proteau               |       | UDI   |              |       |       |
| Breuillet                | 3 060                | Jacques Lys               |       | LR    |              |       |       |
| Chaniers                 | 3 634                | Éric Pannaud              |       | DVD   |              |       |       |
| Le Château-d'Oléron      | 4 359                | Michel Parent             |       | LR    |              |       |       |
| Châtelaillon-Plage       | 6 440                | Stéphane Villain          |       | LR    |              |       |       |
| Dolus-d'Oléron           | 3 187                | Thibault Brechkoff        |       | DVD   |              |       |       |
| Dompierre-sur-Mer        | 6 084                | Guillaume Krabal          |       | DVG   |              |       |       |
| Échillais                | 3 701                | Claude Maugan             |       | DVG   |              |       |       |
| La Flotte                | 3 131                | Jean-Paul Héraudeau       |       | SE    |              |       |       |
| Fouras                   | 4 124                | Daniel Coirier            |       | DVD   |              |       |       |
| Gémozac                  | 3 033                | Loïc Girard               |       | LR    |              |       |       |
| La Jarrie                | 3 447                | David Baudon              |       | DVG   |              |       |       |
| Jonzac                   | 3 576                | Christophe Cabri          |       | HOR   |              |       |       |
| Lagord                   | 7 594                | Antoine Grau              |       | DVG   |              |       |       |
| Marans                   | 4 487                | Jean-Marie Bodin          |       | DVG   |              |       |       |
| Marennes-Hiers-Brouage   | 6 148                | Claude Balloteau          |       | DVG   |              |       |       |
| Marsilly                 | 3 185                | Hervé Pineau              |       | SE    |              |       |       |
| Médis                    | 3 041                | Éric Renoux               |       | SE    |              |       |       |
| Meschers-sur-Gironde     | 3 165                | Françoise Fribourg        |       | DVD   |              |       |       |
| Montendre                | 3 226                | Patrick Giraudeau         |       | PS    |              |       |       |
| Nieul-sur-Mer            | 5 805                | Marc Maigné               |       | PRG   |              |       |       |
| Périgny                  | 8 802                | Marie Ligonnière          |       | DVG   |              |       |       |
| Pons                     | 4 308                | Jacky Botton              |       | DVD   |              |       |       |
| Puilboreau               | 6 668                | Alain Drapeau             |       | DVG   |              |       |       |
| Rochefort                | 23 188               | Hervé Blanché             |       | LR    |              |       |       |
| La Rochelle              | 79 961               | Thibaut Guiraud           |       | DVG   |              |       |       |
| Royan                    | 19 322               | Patrick Marengo           |       | LR    |              |       |       |
| Saint-Georges-de-Didonne | 5 093                | François Richaud          |       | DVC   |              |       |       |
| Saint-Georges-d'Oléron   | 4 052                | Dominique Rabelle         |       | LR    |              |       |       |
| Saint-Jean-d'Angély      | 6 679                | Françoise Mesnard         |       | PS    |              |       |       |
| Saint-Jean-de-Liversay   | 3 050                | Alexandre Trouche         |       | SE    |              |       |       |
| Saint-Palais-sur-Mer     | 3 879                | Claude Baudin             |       | DVD   |              |       |       |
| Saint-Pierre-d'Oléron    | 6 665                | Christophe Sueur          |       | DVD   |              |       |       |
| Saint-Sulpice-de-Royan   | 3 417                | Laurent Mignot            |       | DVD   |              |       |       |
| Saint-Xandre             | 5 531                | Évelyne Ferrand           |       | DVD   |              |       |       |
| Sainte-Marie-de-Ré       | 3 392                | Gisèle Vergnon            |       | DVD   |              |       |       |
| Sainte-Soulle            | 5 016                | Bertrand Ayral            |       | DVG   |              |       |       |
| Saintes                  | 25 312               | Bruno Drapron             |       | HOR   |              |       |       |
| Saujon                   | 7 314                | Pascal Ferchaud           |       | PRG   |              |       |       |
| Soubise                  | 3 935                | Lionel Pacaud             |       | DVG   |              |       |       |
| Surgères                 | 6 861                | Catherine Desprez         |       | DVD   |              |       |       |
| Tonnay-Charente          | 8 248                | Éric Authiat              |       | PS    |              |       |       |
| La Tremblade             | 4 543                | Laurence Osta Amigo       |       | DVD   |              |       |       |
| Vaux-sur-Mer             | 4 030                | Patrice Libelli           |       | DVD   |              |       |       |

### Résultats en nombre de maires
| Partis       | Partis                               | Maires sortants | Maires élus | Évolution |
| ------------ | ------------------------------------ | --------------- | ----------- | --------- |
|              | Divers droite                        | 14              |             |           |
|              | Les Républicains                     | 7               |             |           |
| Total droite | Total droite                         | 21              |             |           |
|              | Divers gauche                        | 13              |             |           |
|              | Parti socialiste                     | 3               |             |           |
|              | Parti radical de gauche              | 2               |             |           |
| Total gauche | Total gauche                         | 15              |             |           |
|              | Divers centre                        | 2               |             |           |
|              | Horizons                             | 2               |             |           |
|              | Union des démocrates et indépendants | 1               |             |           |
| Total centre | Total centre                         | 5               |             |           |
|              | Sans étiquette                       | 6               |             |           |
| Total        | Total                                | 48              | 48          | -         |

## Résultats dans les communes de plus de 3 000 habitants

### Aigrefeuille-d'Aunis
- Maire sortant : Gilles Gay (DVC)
- 27 sièges à pourvoir au conseil municipal (population légale 2022 : 4 578 habitants)
- 5 sièges à pourvoir au conseil communautaire (CC Aunis Sud)

| Tête de liste | Tête de liste | Parti(s) | Nuance | Premier tour | Premier tour | Second tour | Second tour | Sièges | Sièges |
| Tête de liste | Tête de liste | Parti(s) | Nuance | Voix         | %            | Voix        | %           | CM     | CC     |
| ------------- | ------------- | -------- | ------ | ------------ | ------------ | ----------- | ----------- | ------ | ------ |

### Angoulins
- Maire sortant : Jean-Pierre Nivet (SE)
- 27 sièges à pourvoir au conseil municipal (population légale 2022 : 4 147 habitants)
- 2 sièges à pourvoir au conseil communautaire (CA de La Rochelle)

| Tête de liste | Tête de liste | Parti(s) | Nuance | Premier tour | Premier tour | Second tour | Second tour | Sièges | Sièges |
| Tête de liste | Tête de liste | Parti(s) | Nuance | Voix         | %            | Voix        | %           | CM     | CC     |
| ------------- | ------------- | -------- | ------ | ------------ | ------------ | ----------- | ----------- | ------ | ------ |

### Arvert
- Maire sortante : Marie Christine Péraudeau (SE)
- 27 sièges à pourvoir au conseil municipal (population légale 2022 : 3 875 habitants)
- 2 sièges à pourvoir au conseil communautaire (CA Royan Atlantique)

| Tête de liste | Tête de liste | Parti(s) | Nuance | Premier tour | Premier tour | Second tour | Second tour | Sièges | Sièges |
| Tête de liste | Tête de liste | Parti(s) | Nuance | Voix         | %            | Voix        | %           | CM     | CC     |
| ------------- | ------------- | -------- | ------ | ------------ | ------------ | ----------- | ----------- | ------ | ------ |

### Aytré
- Maire sortant : Tony Loisel (DVD)
- 29 sièges à pourvoir au conseil municipal (population légale 2022 : 9 759 habitants)
- 4 siège à pourvoir au conseil communautaire (CA de La Rochelle)

| Tête de liste | Tête de liste | Parti(s) | Nuance | Premier tour | Premier tour | Second tour | Second tour | Sièges | Sièges |
| Tête de liste | Tête de liste | Parti(s) | Nuance | Voix         | %            | Voix        | %           | CM     | CC     |
| ------------- | ------------- | -------- | ------ | ------------ | ------------ | ----------- | ----------- | ------ | ------ |

### Bourcefranc-le-Chapus
- Maire sortant : Guy Proteau (UDI)
- 27 sièges à pourvoir au conseil municipal (population légale 2022 : 3 515 habitants)
- 6 sièges à pourvoir au conseil communautaire (CC du Bassin de Marennes)

| Tête de liste | Tête de liste | Parti(s) | Nuance | Premier tour | Premier tour | Second tour | Second tour | Sièges | Sièges |
| Tête de liste | Tête de liste | Parti(s) | Nuance | Voix         | %            | Voix        | %           | CM     | CC     |
| ------------- | ------------- | -------- | ------ | ------------ | ------------ | ----------- | ----------- | ------ | ------ |

### Breuillet
- Maire sortant : Jacques Lys (LR)
- 23 sièges à pourvoir au conseil municipal (population légale 2022 : 3 060 habitants)
- 2 sièges à pourvoir au conseil communautaire (CA Royan Atlantique)

| Tête de liste | Tête de liste | Parti(s) | Nuance | Premier tour | Premier tour | Second tour | Second tour | Sièges | Sièges |
| Tête de liste | Tête de liste | Parti(s) | Nuance | Voix         | %            | Voix        | %           | CM     | CC     |
| ------------- | ------------- | -------- | ------ | ------------ | ------------ | ----------- | ----------- | ------ | ------ |

### Chaniers
- Maire sortant : Éric Pannaud (DVD)
- 27 sièges à pourvoir au conseil municipal (population légale 2022 : 3 634 habitants)
- 3 sièges à pourvoir au conseil communautaire (Saintes Grandes Rives, l'Agglo)

| Tête de liste | Tête de liste | Parti(s) | Nuance | Premier tour | Premier tour | Second tour | Second tour | Sièges | Sièges |
| Tête de liste | Tête de liste | Parti(s) | Nuance | Voix         | %            | Voix        | %           | CM     | CC     |
| ------------- | ------------- | -------- | ------ | ------------ | ------------ | ----------- | ----------- | ------ | ------ |

### Le Château-d'Oléron
- Maire sortant : Michel Parent (LR)
- 27 sièges à pourvoir au conseil municipal (population légale 2022 : 4 359 habitants)
- 6 sièges à pourvoir au conseil communautaire (CC de l'île d'Oléron)

| Tête de liste | Tête de liste | Parti(s) | Nuance | Premier tour | Premier tour | Second tour | Second tour | Sièges | Sièges |
| Tête de liste | Tête de liste | Parti(s) | Nuance | Voix         | %            | Voix        | %           | CM     | CC     |
| ------------- | ------------- | -------- | ------ | ------------ | ------------ | ----------- | ----------- | ------ | ------ |

### Châtelaillon-Plage
- Maire sortant : Stéphane Villain (DVD)
- 29 sièges à pourvoir au conseil municipal (population légale 2022 : 6 440 habitants)
- 3 sièges à pourvoir au conseil communautaire (CA de La Rochelle)

| Tête de liste | Tête de liste | Parti(s) | Nuance | Premier tour | Premier tour | Second tour | Second tour | Sièges | Sièges |
| Tête de liste | Tête de liste | Parti(s) | Nuance | Voix         | %            | Voix        | %           | CM     | CC     |
| ------------- | ------------- | -------- | ------ | ------------ | ------------ | ----------- | ----------- | ------ | ------ |

### Dolus-d'Oléron
- Maire sortant : Thibault Brechkoff (DVD)
- 23 sièges à pourvoir au conseil municipal (population légale 2022 : 3 187 habitants)
- 5 sièges à pourvoir au conseil communautaire (CC de l'île d'Oléron)

| Tête de liste | Tête de liste | Parti(s) | Nuance | Premier tour | Premier tour | Second tour | Second tour | Sièges | Sièges |
| Tête de liste | Tête de liste | Parti(s) | Nuance | Voix         | %            | Voix        | %           | CM     | CC     |
| ------------- | ------------- | -------- | ------ | ------------ | ------------ | ----------- | ----------- | ------ | ------ |

### Dompierre-sur-Mer
- Maire sortant : Guillaume Krabal (DVG)
- 29 sièges à pourvoir au conseil municipal (population légale 2022 : 6 084 habitants)
- 3 sièges à pourvoir au conseil communautaire (CA de La Rochelle)

| Tête de liste | Tête de liste | Parti(s) | Nuance | Premier tour | Premier tour | Second tour | Second tour | Sièges | Sièges |
| Tête de liste | Tête de liste | Parti(s) | Nuance | Voix         | %            | Voix        | %           | CM     | CC     |
| ------------- | ------------- | -------- | ------ | ------------ | ------------ | ----------- | ----------- | ------ | ------ |

### Échillais
- Maire sortant : Claude Maugan (DVG), ne se représente pas[2].
- 27 sièges à pourvoir au conseil municipal (population légale 2022 : 3 701 habitants)
- 3 sièges à pourvoir au conseil communautaire (CA Rochefort Océan)

| Tête de liste | Tête de liste | Parti(s) | Nuance | Premier tour | Premier tour | Second tour | Second tour | Sièges | Sièges |
| Tête de liste | Tête de liste | Parti(s) | Nuance | Voix         | %            | Voix        | %           | CM     | CC     |
| ------------- | ------------- | -------- | ------ | ------------ | ------------ | ----------- | ----------- | ------ | ------ |

### La Flotte
- Maire sortant : Jean-Paul Héraudeau (SE)
- 23 sièges à pourvoir au conseil municipal (population légale 2022 : 3 131 habitants)
- 4 sièges à pourvoir au conseil communautaire (CC de l'Île de Ré)

| Tête de liste | Tête de liste | Parti(s) | Nuance | Premier tour | Premier tour | Second tour | Second tour | Sièges | Sièges |
| Tête de liste | Tête de liste | Parti(s) | Nuance | Voix         | %            | Voix        | %           | CM     | CC     |
| ------------- | ------------- | -------- | ------ | ------------ | ------------ | ----------- | ----------- | ------ | ------ |

### Fouras
- Maire sortant : Daniel Coirier (DVD), ne se représente pas[2].
- 27 sièges à pourvoir au conseil municipal (population légale 2022 : 4 124 habitants)
- 3 sièges à pourvoir au conseil communautaire (CA Rochefort Océan)

| Tête de liste | Tête de liste | Parti(s) | Nuance | Premier tour | Premier tour | Second tour | Second tour | Sièges | Sièges |
| Tête de liste | Tête de liste | Parti(s) | Nuance | Voix         | %            | Voix        | %           | CM     | CC     |
| ------------- | ------------- | -------- | ------ | ------------ | ------------ | ----------- | ----------- | ------ | ------ |

### Gémozac
- Maire sortant : Loïc Girard (LR)
- 23 sièges à pourvoir au conseil municipal (population légale 2022 : 3 033 habitants)
- 5 sièges à pourvoir au conseil communautaire (CC de Gémozac et de la Saintonge Viticole)

| Tête de liste | Tête de liste | Parti(s) | Nuance | Premier tour | Premier tour | Second tour | Second tour | Sièges | Sièges |
| Tête de liste | Tête de liste | Parti(s) | Nuance | Voix         | %            | Voix        | %           | CM     | CC     |
| ------------- | ------------- | -------- | ------ | ------------ | ------------ | ----------- | ----------- | ------ | ------ |

### La Jarrie
- Maire sortant : David Baudon (DVG)
- 23 sièges à pourvoir au conseil municipal (population légale 2022 : 3 447 habitants)
- 2 sièges à pourvoir au conseil communautaire (CA de La Rochelle)

| Tête de liste | Tête de liste | Parti(s) | Nuance | Premier tour | Premier tour | Second tour | Second tour | Sièges | Sièges |
| Tête de liste | Tête de liste | Parti(s) | Nuance | Voix         | %            | Voix        | %           | CM     | CC     |
| ------------- | ------------- | -------- | ------ | ------------ | ------------ | ----------- | ----------- | ------ | ------ |

### Jonzac
- Maire sortant : Christophe Cabri (HOR)
- 27 sièges à pourvoir au conseil municipal (population légale 2022 : 3 576 habitants)
- 6 sièges à pourvoir au conseil communautaire (CC de la Haute Saintonge)

| Tête de liste | Tête de liste | Parti(s) | Nuance | Premier tour | Premier tour | Second tour | Second tour | Sièges | Sièges |
| Tête de liste | Tête de liste | Parti(s) | Nuance | Voix         | %            | Voix        | %           | CM     | CC     |
| ------------- | ------------- | -------- | ------ | ------------ | ------------ | ----------- | ----------- | ------ | ------ |

### Lagord
- Maire sortant : Antoine Grau (DVG)
- 29 sièges à pourvoir au conseil municipal (population légale 2022 : 7 594 habitants)
- 3 sièges à pourvoir au conseil communautaire (CA de La Rochelle)

| Tête de liste | Tête de liste | Parti(s) | Nuance | Premier tour | Premier tour | Second tour | Second tour | Sièges | Sièges |
| Tête de liste | Tête de liste | Parti(s) | Nuance | Voix         | %            | Voix        | %           | CM     | CC     |
| ------------- | ------------- | -------- | ------ | ------------ | ------------ | ----------- | ----------- | ------ | ------ |

### Marans
- Maire sortant : Jean-Marie Bodin (DVG)
- 27 sièges à pourvoir au conseil municipal (population légale 2022 : 4 487 habitants)
- 6 sièges à pourvoir au conseil communautaire (CC Aunis Atlantique)

| Tête de liste | Tête de liste | Parti(s) | Nuance | Premier tour | Premier tour | Second tour | Second tour | Sièges | Sièges |
| Tête de liste | Tête de liste | Parti(s) | Nuance | Voix         | %            | Voix        | %           | CM     | CC     |
| ------------- | ------------- | -------- | ------ | ------------ | ------------ | ----------- | ----------- | ------ | ------ |

### Marennes-Hiers-Brouage
- Maire sortante : Claude Balloteau (DVG)
- 33 sièges à pourvoir au conseil municipal (population légale 2022 : 6 148 habitants)
- 11 sièges à pourvoir au conseil communautaire (CC du Bassin de Marennes)

| Tête de liste | Tête de liste | Parti(s) | Nuance | Premier tour | Premier tour | Second tour | Second tour | Sièges | Sièges |
| Tête de liste | Tête de liste | Parti(s) | Nuance | Voix         | %            | Voix        | %           | CM     | CC     |
| ------------- | ------------- | -------- | ------ | ------------ | ------------ | ----------- | ----------- | ------ | ------ |

### Marsilly
- Maire sortant : Hervé Pineau (SE)
- 23 sièges à pourvoir au conseil municipal (population légale 2022 : 3 185 habitants)
- 2 sièges à pourvoir au conseil communautaire (CA de La Rochelle)

| Tête de liste | Tête de liste | Parti(s) | Nuance | Premier tour | Premier tour | Second tour | Second tour | Sièges | Sièges |
| Tête de liste | Tête de liste | Parti(s) | Nuance | Voix         | %            | Voix        | %           | CM     | CC     |
| ------------- | ------------- | -------- | ------ | ------------ | ------------ | ----------- | ----------- | ------ | ------ |

### Médis
- Maire sortant : Éric Renoux (SE)
- 23 sièges à pourvoir au conseil municipal (population légale 2022 : 3 041 habitants)
- 2 sièges à pourvoir au conseil communautaire (CA Royan Atlantique)

| Tête de liste | Tête de liste | Parti(s) | Nuance | Premier tour | Premier tour | Second tour | Second tour | Sièges | Sièges |
| Tête de liste | Tête de liste | Parti(s) | Nuance | Voix         | %            | Voix        | %           | CM     | CC     |
| ------------- | ------------- | -------- | ------ | ------------ | ------------ | ----------- | ----------- | ------ | ------ |

### Meschers-sur-Gironde
- Maire sortante : Françoise Fribourg (DVD)
- 23 sièges à pourvoir au conseil municipal (population légale 2022 : 3 165 habitants)
- 2 sièges à pourvoir au conseil communautaire (CA Royan Atlantique)

| Tête de liste | Tête de liste | Parti(s) | Nuance | Premier tour | Premier tour | Second tour | Second tour | Sièges | Sièges |
| Tête de liste | Tête de liste | Parti(s) | Nuance | Voix         | %            | Voix        | %           | CM     | CC     |
| ------------- | ------------- | -------- | ------ | ------------ | ------------ | ----------- | ----------- | ------ | ------ |

### Montendre
- Maire sortant : Patrick Giraudeau (PS)
- 23 sièges à pourvoir au conseil municipal (population légale 2022 : 3 226 habitants)
- 6 sièges à pourvoir au conseil communautaire (CC de la Haute Saintonge)

| Tête de liste | Tête de liste | Parti(s) | Nuance | Premier tour | Premier tour | Second tour | Second tour | Sièges | Sièges |
| Tête de liste | Tête de liste | Parti(s) | Nuance | Voix         | %            | Voix        | %           | CM     | CC     |
| ------------- | ------------- | -------- | ------ | ------------ | ------------ | ----------- | ----------- | ------ | ------ |

### Nieul-sur-Mer
- Maire sortant : Marc Maigné (PRG)
- 29 sièges à pourvoir au conseil municipal (population légale 2022 : 5 805 habitants)
- 3 sièges à pourvoir au conseil communautaire (CA de La Rochelle)

| Tête de liste | Tête de liste | Parti(s) | Nuance | Premier tour | Premier tour | Second tour | Second tour | Sièges | Sièges |
| Tête de liste | Tête de liste | Parti(s) | Nuance | Voix         | %            | Voix        | %           | CM     | CC     |
| ------------- | ------------- | -------- | ------ | ------------ | ------------ | ----------- | ----------- | ------ | ------ |

### Périgny
- Maire sortante : Marie Ligonnière (DVG)
- 29 sièges à pourvoir au conseil municipal (population légale 2022 : 8 802 habitants)
- 4 sièges à pourvoir au conseil communautaire (CA de La Rochelle)

| Tête de liste | Tête de liste | Parti(s) | Nuance | Premier tour | Premier tour | Second tour | Second tour | Sièges | Sièges |
| Tête de liste | Tête de liste | Parti(s) | Nuance | Voix         | %            | Voix        | %           | CM     | CC     |
| ------------- | ------------- | -------- | ------ | ------------ | ------------ | ----------- | ----------- | ------ | ------ |

### Pons
- Maire sortant : Jacky Botton (DVD)
- 27 sièges à pourvoir au conseil municipal (population légale 2022 : 4 308 habitants)
- 8 sièges à pourvoir au conseil communautaire (CC de la Haute Saintonge)

| Tête de liste | Tête de liste | Parti(s) | Nuance | Premier tour | Premier tour | Second tour | Second tour | Sièges | Sièges |
| Tête de liste | Tête de liste | Parti(s) | Nuance | Voix         | %            | Voix        | %           | CM     | CC     |
| ------------- | ------------- | -------- | ------ | ------------ | ------------ | ----------- | ----------- | ------ | ------ |

### Puilboreau
- Maire sortant : Alain Drapeau (DVG)
- 29 sièges à pourvoir au conseil municipal (population légale 2022 : 6 668 habitants)
- 3 sièges à pourvoir au conseil communautaire (CA de La Rochelle)

| Tête de liste | Tête de liste | Parti(s) | Nuance | Premier tour | Premier tour | Second tour | Second tour | Sièges | Sièges |
| Tête de liste | Tête de liste | Parti(s) | Nuance | Voix         | %            | Voix        | %           | CM     | CC     |
| ------------- | ------------- | -------- | ------ | ------------ | ------------ | ----------- | ----------- | ------ | ------ |

### Rochefort
- Maire sortant : Hervé Blanché (DVD)
- 35 sièges à pourvoir au conseil municipal (population légale 2022 : 23 188 habitants)
- 22 sièges à pourvoir au conseil communautaire (CA Rochefort Océan)

| Tête de liste            | Tête de liste  | Parti(s) | Nuance | Premier tour | Premier tour | Second tour | Second tour | Sièges | Sièges |
| Tête de liste            | Tête de liste  | Parti(s) | Nuance | Voix         | %            | Voix        | %           | CM     | CC     |
| ------------------------ | -------------- | -------- | ------ | ------------ | ------------ | ----------- | ----------- | ------ | ------ |
|                          | Hervé Blanché, | DVD      |        |              |              |             |             |        |        |
|                          |                |          |        |              |              |             |             |        |        |
| Exprimés                 |                |          |        |              |              |             |             |        |        |
| Votes blancs             |                |          |        |              |              |             |             |        |        |
| Votes nuls               |                |          |        |              |              |             |             |        |        |
| Total                    | Total          | Total    | Total  |              | 100          |             | 100         | 35     | 22     |
| Absentions               |                |          |        |              |              |             |             |        |        |
| Inscrits / participation |                |          |        |              |              |             |             |        |        |

### La Rochelle
- Maire sortant : Thibaut Guiraud
- 49 sièges à pourvoir au conseil municipal (population légale 2022 : 79 961 habitants)
- 33 sièges à pourvoir au conseil communautaire (CA de La Rochelle)

| Tête de liste | Tête de liste | Parti(s) | Nuance | Premier tour | Premier tour | Second tour | Second tour | Sièges | Sièges |
| Tête de liste | Tête de liste | Parti(s) | Nuance | Voix         | %            | Voix        | %           | CM     | CC     |
| ------------- | ------------- | -------- | ------ | ------------ | ------------ | ----------- | ----------- | ------ | ------ |

### Royan
- Maire sortant : Patrick Marengo (LR)
- 33 sièges à pourvoir au conseil municipal (population légale 2022 : 19 322 habitants)
- 14 sièges à pourvoir au conseil communautaire (CA Royan Atlantique)

| Tête de liste | Tête de liste | Parti(s) | Nuance | Premier tour | Premier tour | Second tour | Second tour | Sièges | Sièges |
| Tête de liste | Tête de liste | Parti(s) | Nuance | Voix         | %            | Voix        | %           | CM     | CC     |
| ------------- | ------------- | -------- | ------ | ------------ | ------------ | ----------- | ----------- | ------ | ------ |

### Saint-Georges-de-Didonne
- Maire sortant : François Richaud (DVC)
- 29 sièges à pourvoir au conseil municipal (population légale 2022 : 5 093 habitants)
- 4 sièges à pourvoir au conseil communautaire (CA Royan Atlantique)

| Tête de liste | Tête de liste | Parti(s) | Nuance | Premier tour | Premier tour | Second tour | Second tour | Sièges | Sièges |
| Tête de liste | Tête de liste | Parti(s) | Nuance | Voix         | %            | Voix        | %           | CM     | CC     |
| ------------- | ------------- | -------- | ------ | ------------ | ------------ | ----------- | ----------- | ------ | ------ |

### Saint-Georges-d'Oléron
- Maire sortante : Dominique Rabelle (LR)
- 27 sièges à pourvoir au conseil municipal (population légale 2022 : 4 052 habitants)
- 6 sièges à pourvoir au conseil communautaire (CC de l'île d'Oléron)

| Tête de liste | Tête de liste | Parti(s) | Nuance | Premier tour | Premier tour | Second tour | Second tour | Sièges | Sièges |
| Tête de liste | Tête de liste | Parti(s) | Nuance | Voix         | %            | Voix        | %           | CM     | CC     |
| ------------- | ------------- | -------- | ------ | ------------ | ------------ | ----------- | ----------- | ------ | ------ |

### Saint-Jean-d'Angély
- Maire sortante : Françoise Mesnard (PS)
- 29 sièges à pourvoir au conseil municipal (population légale 2022 : 6 679 habitants)
- 15 sièges à pourvoir au conseil communautaire (Vals de Saintonge Communauté)

| Tête de liste | Tête de liste | Parti(s) | Nuance | Premier tour | Premier tour | Second tour | Second tour | Sièges | Sièges |
| Tête de liste | Tête de liste | Parti(s) | Nuance | Voix         | %            | Voix        | %           | CM     | CC     |
| ------------- | ------------- | -------- | ------ | ------------ | ------------ | ----------- | ----------- | ------ | ------ |

### Saint-Jean-de-Liversay
- Maire sortant : Alexandre Trouche (SE)
- 23 sièges à pourvoir au conseil municipal (population légale 2022 : 3 050 habitants)
- 3 sièges à pourvoir au conseil communautaire (CC Aunis Atlantique)

| Tête de liste | Tête de liste | Parti(s) | Nuance | Premier tour | Premier tour | Second tour | Second tour | Sièges | Sièges |
| Tête de liste | Tête de liste | Parti(s) | Nuance | Voix         | %            | Voix        | %           | CM     | CC     |
| ------------- | ------------- | -------- | ------ | ------------ | ------------ | ----------- | ----------- | ------ | ------ |

### Saint-Palais-sur-Mer
- Maire sortant : Claude Baudin (DVD)
- 27 sièges à pourvoir au conseil municipal (population légale 2022 : 3 879 habitants)
- 3 sièges à pourvoir au conseil communautaire (CA Royan Atlantique)

| Tête de liste | Tête de liste | Parti(s) | Nuance | Premier tour | Premier tour | Second tour | Second tour | Sièges | Sièges |
| Tête de liste | Tête de liste | Parti(s) | Nuance | Voix         | %            | Voix        | %           | CM     | CC     |
| ------------- | ------------- | -------- | ------ | ------------ | ------------ | ----------- | ----------- | ------ | ------ |

### Saint-Pierre-d'Oléron
- Maire sortant : Christophe Sueur (DVD)
- 29 sièges à pourvoir au conseil municipal (population légale 2022 : 6 665 habitants)
- 9 sièges à pourvoir au conseil communautaire (CC de l'île d'Oléron)

| Tête de liste | Tête de liste | Parti(s) | Nuance | Premier tour | Premier tour | Second tour | Second tour | Sièges | Sièges |
| Tête de liste | Tête de liste | Parti(s) | Nuance | Voix         | %            | Voix        | %           | CM     | CC     |
| ------------- | ------------- | -------- | ------ | ------------ | ------------ | ----------- | ----------- | ------ | ------ |

### Saint-Sulpice-de-Royan
- Maire sortant : Laurent Mignot (DVD)
- 23 sièges à pourvoir au conseil municipal (population légale 2022 : 3 417 habitants)
- 2 sièges à pourvoir au conseil communautaire (CA Royan Atlantique)

| Tête de liste | Tête de liste | Parti(s) | Nuance | Premier tour | Premier tour | Second tour | Second tour | Sièges | Sièges |
| Tête de liste | Tête de liste | Parti(s) | Nuance | Voix         | %            | Voix        | %           | CM     | CC     |
| ------------- | ------------- | -------- | ------ | ------------ | ------------ | ----------- | ----------- | ------ | ------ |

### Saint-Xandre
- Maire sortante : Évelyne Ferrand (DVD)
- 29 sièges à pourvoir au conseil municipal (population légale 2022 : 5 531 habitants)
- 2 sièges à pourvoir au conseil communautaire (CA de La Rochelle)

| Tête de liste | Tête de liste | Parti(s) | Nuance | Premier tour | Premier tour | Second tour | Second tour | Sièges | Sièges |
| Tête de liste | Tête de liste | Parti(s) | Nuance | Voix         | %            | Voix        | %           | CM     | CC     |
| ------------- | ------------- | -------- | ------ | ------------ | ------------ | ----------- | ----------- | ------ | ------ |

### Sainte-Marie-de-Ré
- Maire sortante : Gisèle Vergnon (DVD)
- 23 sièges à pourvoir au conseil municipal (population légale 2022 : 3 392 habitants)
- 5 sièges à pourvoir au conseil communautaire (CC de l'Île de Ré)

| Tête de liste | Tête de liste | Parti(s) | Nuance | Premier tour | Premier tour | Second tour | Second tour | Sièges | Sièges |
| Tête de liste | Tête de liste | Parti(s) | Nuance | Voix         | %            | Voix        | %           | CM     | CC     |
| ------------- | ------------- | -------- | ------ | ------------ | ------------ | ----------- | ----------- | ------ | ------ |

### Sainte-Soulle
- Maire sortant : Bertrand Ayral (DVG)
- 29 sièges à pourvoir au conseil municipal (population légale 2022 : 5 016 habitants)
- 2 sièges à pourvoir au conseil communautaire (CA de La Rochelle)

| Tête de liste | Tête de liste | Parti(s) | Nuance | Premier tour | Premier tour | Second tour | Second tour | Sièges | Sièges |
| Tête de liste | Tête de liste | Parti(s) | Nuance | Voix         | %            | Voix        | %           | CM     | CC     |
| ------------- | ------------- | -------- | ------ | ------------ | ------------ | ----------- | ----------- | ------ | ------ |

### Saintes
- Maire sortant : Bruno Drapron (HOR)
- 35 sièges à pourvoir au conseil municipal (population légale 2022 : 25 312 habitants)
- 25 sièges à pourvoir au conseil communautaire (Saintes Grandes Rives, l'Agglo)

| Tête de liste | Tête de liste | Parti(s) | Nuance | Premier tour | Premier tour | Second tour | Second tour | Sièges | Sièges |
| Tête de liste | Tête de liste | Parti(s) | Nuance | Voix         | %            | Voix        | %           | CM     | CC     |
| ------------- | ------------- | -------- | ------ | ------------ | ------------ | ----------- | ----------- | ------ | ------ |

### Saujon
- Maire sortant : Pascal Ferchaud (DVG)
- 29 sièges à pourvoir au conseil municipal (population légale 2022 : 7 314 habitants)
- 5 sièges à pourvoir au conseil communautaire (CA Royan Atlantique)

| Tête de liste | Tête de liste | Parti(s) | Nuance | Premier tour | Premier tour | Second tour | Second tour | Sièges | Sièges |
| Tête de liste | Tête de liste | Parti(s) | Nuance | Voix         | %            | Voix        | %           | CM     | CC     |
| ------------- | ------------- | -------- | ------ | ------------ | ------------ | ----------- | ----------- | ------ | ------ |

### Soubise
- Maire sortant : Lionel Pacaud (DVG)
- 27 sièges à pourvoir au conseil municipal (population légale 2022 : 3 935 habitants)
- 2 sièges à pourvoir au conseil communautaire (CA Rochefort Océan)

| Tête de liste            | Tête de liste  | Parti(s) | Nuance | Premier tour | Premier tour | Second tour | Second tour | Sièges | Sièges |
| Tête de liste            | Tête de liste  | Parti(s) | Nuance | Voix         | %            | Voix        | %           | CM     | CC     |
| ------------------------ | -------------- | -------- | ------ | ------------ | ------------ | ----------- | ----------- | ------ | ------ |
|                          | Lionel Pacaud, | DVG      |        |              |              |             |             |        |        |
|                          |                |          |        |              |              |             |             |        |        |
| Exprimés                 |                |          |        |              |              |             |             |        |        |
| Votes blancs             |                |          |        |              |              |             |             |        |        |
| Votes nuls               |                |          |        |              |              |             |             |        |        |
| Total                    | Total          | Total    | Total  |              | 100          |             | 100         | 27     | 2      |
| Absentions               |                |          |        |              |              |             |             |        |        |
| Inscrits / participation |                |          |        |              |              |             |             |        |        |

### Surgères
- Maire sortante : Catherine Desprez (DVD)
- 29 sièges à pourvoir au conseil municipal (population légale 2022 : 6 861 habitants)
- 10 sièges à pourvoir au conseil communautaire (CC Aunis Sud)

| Tête de liste | Tête de liste | Parti(s) | Nuance | Premier tour | Premier tour | Second tour | Second tour | Sièges | Sièges |
| Tête de liste | Tête de liste | Parti(s) | Nuance | Voix         | %            | Voix        | %           | CM     | CC     |
| ------------- | ------------- | -------- | ------ | ------------ | ------------ | ----------- | ----------- | ------ | ------ |

### Tonnay-Charente
- Maire sortant : Éric Authiat (PS), ne se représenta pas[2].
- 29 sièges à pourvoir au conseil municipal (population légale 2022 : 8 248 habitants)
- 7 sièges à pourvoir au conseil communautaire (CA Rochefort Océan)

| Tête de liste | Tête de liste | Parti(s) | Nuance | Premier tour | Premier tour | Second tour | Second tour | Sièges | Sièges |
| Tête de liste | Tête de liste | Parti(s) | Nuance | Voix         | %            | Voix        | %           | CM     | CC     |
| ------------- | ------------- | -------- | ------ | ------------ | ------------ | ----------- | ----------- | ------ | ------ |

### La Tremblade
- Maire sortante : Laurence Osta Amigo (DVD)
- 27 sièges à pourvoir au conseil municipal (population légale 2022 : 4 543 habitants)
- 3 sièges à pourvoir au conseil communautaire (CA Royan Atlantique)

| Tête de liste | Tête de liste | Parti(s) | Nuance | Premier tour | Premier tour | Second tour | Second tour | Sièges | Sièges |
| Tête de liste | Tête de liste | Parti(s) | Nuance | Voix         | %            | Voix        | %           | CM     | CC     |
| ------------- | ------------- | -------- | ------ | ------------ | ------------ | ----------- | ----------- | ------ | ------ |

### Vaux-sur-Mer
- Maire sortant : Patrice Libelli (DVD)
- 27 sièges à pourvoir au conseil municipal (population légale 2022 : 4 030 habitants)
- 2 sièges à pourvoir au conseil communautaire (CA Royan Atlantique)

| Tête de liste | Tête de liste | Parti(s) | Nuance | Premier tour | Premier tour | Second tour | Second tour | Sièges | Sièges |
| Tête de liste | Tête de liste | Parti(s) | Nuance | Voix         | %            | Voix        | %           | CM     | CC     |
| ------------- | ------------- | -------- | ------ | ------------ | ------------ | ----------- | ----------- | ------ | ------ |